# Aloencyrtus ugandensis
Aloencyrtus ugandensis är en stekelart som först beskrevs av Compere 1937.  Aloencyrtus ugandensis ingår i släktet Aloencyrtus och familjen sköldlussteklar. Inga underarter finns listade i Catalogue of Life.